# 실리엄 테리어

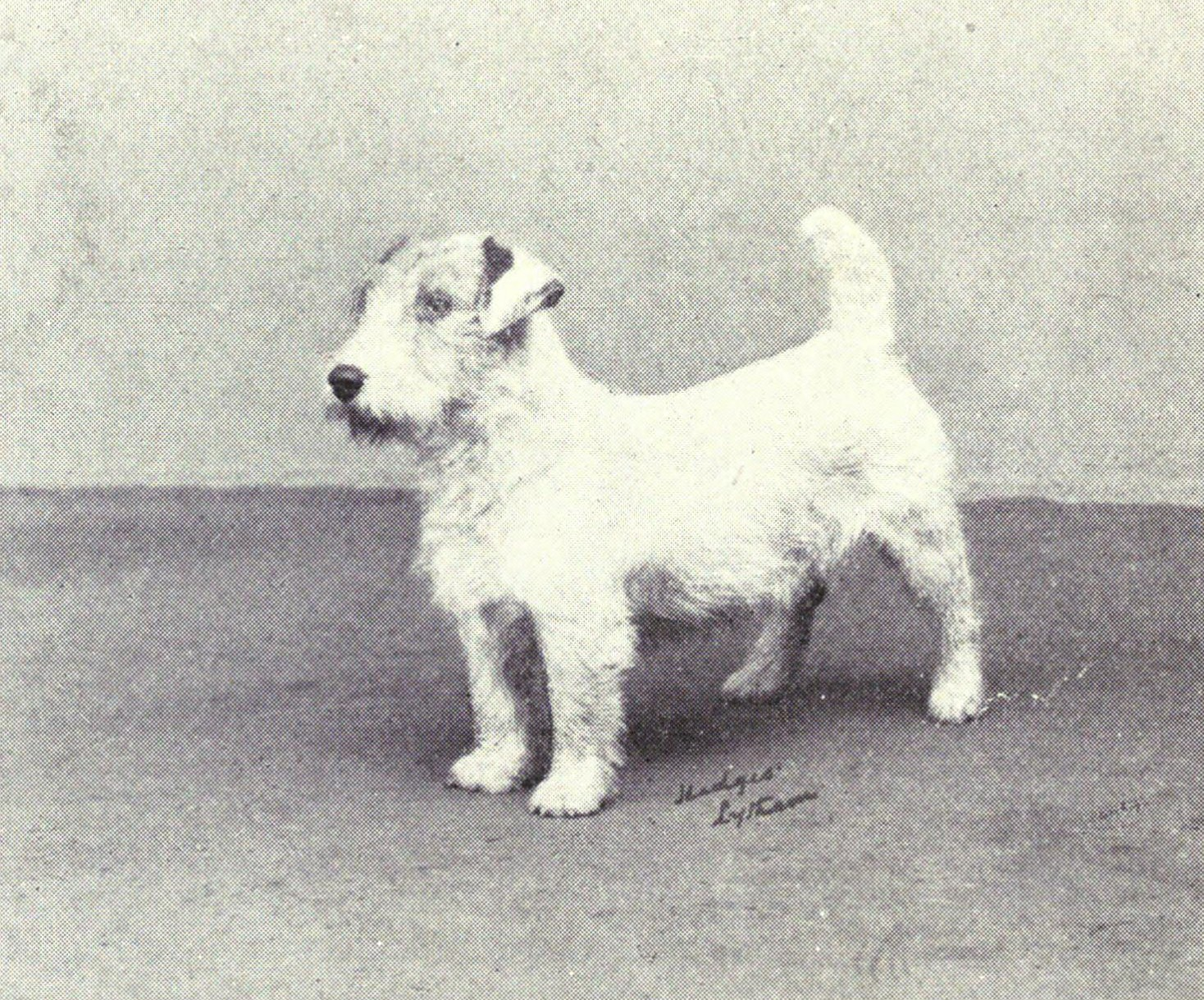

실리엄 테리어(Sealyham Terrier, 웨일스어: Daeargi Sealyham)는 웨일스에서 사역견으로 시작된 희귀한 웨일스 품종의 중소형 테리어견이다.  주로 19세기 중후반에 펨브로크셔의 실리엄 하우스(Sealyham House)에서 존 에드워즈 선장이 개발한 흰색 몸에 거친 털을 가진 품종이다.
제1차 세계 대전 이후 인기가 급상승하여 할리우드 스타 및 영국 왕실 구성원과 연관되었다. 그 이후로 그 수는 크게 감소했으며, 이 품종은 케넬 클럽에 의해 취약한 토종 품종으로 등록되었다. 2008년에는 영국에 강아지 43마리만이 등록되어 사상 최저치를 기록했다. 이러한 쇠퇴는 외국 및 디자이너 품종의 유입과 실리엄의 사역견으로서의 유용성 감소에 기인한다.
이 품종은 적절한 훈련을 받은 경우 가족견이나 일하는 테리어로서 동등하게 적합하다. 이는 소수의 품종 특정 품종 장애에 의해 영향을 받으며, 유일한 두 가지 널리 퍼진 상태는 수정체 탈구와 개 퇴행성 척수병이다. 이제 DNA 검사를 통해 수정체 탈구를 유발하는 유전자를 보유한 개를 식별할 수 있으며 번식 프로그램을 조정할 수 있다.